# Колацца
Колацца (итал. Colazza) — коммуна в Италии, располагается в регионе Пьемонт, в провинции Новара.
Население составляет 416 человек (2008), плотность населения составляет 139 чел./км². Занимает площадь 3 км². Почтовый индекс — 28010. Телефонный код — 0322.
В коммуне 8 декабря особо празднуется непорочное зачатие Девы Марии (Immacolata Concezione).

## Демография
Динамика населения:

## Администрация коммуны
- Официальный сайт: http://www.comune.colazza.no.it/